# Corinne Coman
Corinne Coman (ur. 1983 w Les Abymes, Gwadelupa) – Miss Francji 2003.
W 2002 roku zdobyła tytuł Miss Gwadelupy, a 14 grudnia tego roku w Lyonie została wybrana Miss Francji.